# Elecciones al Parlamento Europeo de 1999 (España)
Las elecciones al Parlamento Europeo de 1999 en España tuvieron lugar el 13 de junio de dicho año, de forma simultánea a las municipales y autonómicas.
La representación española permanecía en 64 eurodiputados. De acuerdo con lo dispuesto en la Ley Orgánica 5/1985, de 19 de junio, del Régimen Electoral General (artículo 214), existe una única circunscripción electoral sin umbral electoral (porcentaje mínimo para ser adjudicatario de escaños; en las generales españolas es del 3%).
Se presentaron 36 candidaturas.

## Resultados
La participación ascendió al 63,05%, casi cuatro puntos más que en las elecciones de 1989. De los votos emitidos, el 0,79% fue nulo. De los válidos, el 1,69% fue en blanco. El número de votos a candidaturas fue de 20.808.681.
De las 36 candidaturas presentadas, sólo ocho obtuvieron representación. La lista más votada fue, como en las anteriores elecciones, la del Partido Popular (PP), quedando PSOE-Progresistas (coalición entre el PSOE y el Partido Democrático de la Nueva Izquierda) en segundo lugar. El PP mantuvo sus resultados en tanto que el PSOE recuperó casi cinco puntos respecto a las anteriores elecciones. El PP fue la lista más votada en todas las comunidades autónomas españolas salvo Andalucía, Asturias, Canarias, Cataluña, Extremadura y País Vasco. En el tercer lugar repitió Izquierda Unida, la cual, sin embargo, perdió la mitad de sus votos, fruto de la rotura de su alianza con Iniciativa per Catalunya y la escisión de Esquerda Unida y Nueva Izquierda. Rompiendo la tendencia de anteriores elecciones, subió el número de partidos representados, pasando de cinco a ocho (entre los que se encontraba la nueva encarnación de la izquierda abertzale, Euskal Herritarrok, favorecida por la tregua de ETA y la naciente Coalición Europea, formada principalmente por CC, PA y PAR, entre otros, y que ganaría en las Islas Canarias). El bipartidismo se acentuó de nuevo, al sumar PP y PSOE el 75,07% de los votos, frente a los 70,91 de las anteriores elecciones europeas.
Los resultados de las candidaturas que obtuvieron más del 1% de los votos fueron los siguientes:
| Candidatura                                                         | Candidatura                                                         | Votos                   | %                                       | Escaños                                 | +/-                                     |
| ------------------------------------------------------------------- | ------------------------------------------------------------------- | ----------------------- | --------------------------------------- | --------------------------------------- | --------------------------------------- |
|                                                                     | Partido Popular (PP)a                                               | 8.410.993               | 39,74                                   | 27b                                     | -1                                      |
|                                                                     | PSOE-Progresistas (PSOE-p)c                                         | 7.477.823               | 35,33                                   | 24d                                     | +2                                      |
|                                                                     | Izquierda Unida (IU)e                                               | 1.221.566               | 5,77                                    | 4f                                      | -5                                      |
|                                                                     | Convergència i Unió (CiU)g                                          | 937.687                 | 4,43                                    | 3h                                      | =                                       |
|                                                                     | Coalición Europea (CE)                                              | 677.094                 | 3,20                                    | 2i                                      | +2                                      |
|                                                                     | Coalición Nacionalista-Europa de los Pueblos (CN-EP)                | 613.968                 | 2,90                                    | 2j                                      | +2                                      |
|                                                                     | Bloque Nacionalista Galego (BNG)                                    | 349.079                 | 1,65                                    | 1                                       | +1                                      |
|                                                                     | Euskal Herritarrok (EH)                                             | 306.923                 | 1,45                                    | 1                                       | +1                                      |
| Los Verdes-Las Izquierdas de los Pueblos                            | Los Verdes-Las Izquierdas de los Pueblos                            | 300.874                 | 1,42                                    | 0                                       | 0                                       |
| Los Verdes-Grupo Verde                                              | Los Verdes-Grupo Verde                                              | 138.835                 | 0,66                                    | 0                                       | 0                                       |
| Unión Centrista-CDS                                                 | Unión Centrista-CDS                                                 | 38.911                  | 0,18                                    | 0                                       | 0                                       |
| Unión del Pueblo Leonés (UPL)                                       | Unión del Pueblo Leonés (UPL)                                       | 33.604                  | 0,16                                    | 0                                       | 0                                       |
| Confederación de Organizaciones Feministas (COFEM-FEMEK)            | Confederación de Organizaciones Feministas (COFEM-FEMEK)            | 28.901                  | 0,14                                    | 0                                       | 0                                       |
| Partido Comunista de los Pueblos de España (PCPE)                   | Partido Comunista de los Pueblos de España (PCPE)                   | 26.189                  | 0,12                                    | 0                                       | 0                                       |
| Unión Renovadora Asturiana (URAS)                                   | Unión Renovadora Asturiana (URAS)                                   | 22.400                  | 0,11                                    | 0                                       | 0                                       |
| Partit per la Independència                                         | Partit per la Independència                                         | 17.544                  | 0,08                                    | 0                                       | 0                                       |
| Partido Demócrata Español (PADE)                                    | Partido Demócrata Español (PADE)                                    | 16.001                  | 0,08                                    | 0                                       | 0                                       |
| Extremadura Unida (EU)                                              | Extremadura Unida (EU)                                              | 15.716                  | 0,07                                    | 0                                       | 0                                       |
| Partíu Asturianista (PAS)                                           | Partíu Asturianista (PAS)                                           | 15.299                  | 0,07                                    | 0                                       | 0                                       |
| Falange Española Independiente (FEI)                                | Falange Española Independiente (FEI)                                | 13.940                  | 0,07                                    | 0                                       | 0                                       |
| Tierra Comunera-Partido Nacionalista Castellano (TC-PNC)            | Tierra Comunera-Partido Nacionalista Castellano (TC-PNC)            | 13.267                  | 0,06                                    | 0                                       | 0                                       |
| Alianza por la Unidad Nacional (AUN)                                | Alianza por la Unidad Nacional (AUN)                                | 12.486                  | 0,06                                    | 0                                       | 0                                       |
| Partido Humanista (PH)                                              | Partido Humanista (PH)                                              | 12.415                  | 0,06                                    | 0                                       | 0                                       |
| La Falange (FE)                                                     | La Falange (FE)                                                     | 10.792                  | 0,05                                    | 0                                       | 0                                       |
| Socialistas Independientes de Extremadura (SIEX)                    | Socialistas Independientes de Extremadura (SIEX)                    | 10.040                  | 0,05                                    | 0                                       | 0                                       |
| Unidad Regionalista de Castilla y León (URCL)                       | Unidad Regionalista de Castilla y León (URCL)                       | 9.950                   | 0,05                                    | 0                                       | 0                                       |
| Asamblea Andalucía                                                  | Asamblea Andalucía                                                  | 8.750                   | 0,04                                    | 0                                       | 0                                       |
| Partido de la Ley Natural                                           | Partido de la Ley Natural                                           | 8.671                   | 0,04                                    | 0                                       | 0                                       |
| Partido Autónomos de España y Agrupaciones Independientes Españolas | Partido Autónomos de España y Agrupaciones Independientes Españolas | 8.394                   | 0,04                                    | 0                                       | 0                                       |
| Alternativa Comunidad Valenciana (ACV)                              | Alternativa Comunidad Valenciana (ACV)                              | 8.073                   | 0,04                                    | 0                                       | 0                                       |
| Democracia Nacional (DN)                                            | Democracia Nacional (DN)                                            | 8.053                   | 0,04                                    | 0                                       | 0                                       |
| Andecha Astur (AA)                                                  | Andecha Astur (AA)                                                  | 7.321                   | 0,03                                    | 0                                       | 0                                       |
| Coalición Unión de Regiones (UDR) k                                 | Coalición Unión de Regiones (UDR) k                                 | 7.251                   | 0,03                                    | 0                                       | 0                                       |
| Coalición Extremeña (PREx-CREx)                                     | Coalición Extremeña (PREx-CREx)                                     | 7.230                   | 0,03                                    | 0                                       | 0                                       |
| Salamanca, Zamora, León (PREPAL)                                    | Salamanca, Zamora, León (PREPAL)                                    | 6.977                   | 0,03                                    | 0                                       | 0                                       |
| Derogación Tratado de Maastrich                                     | Derogación Tratado de Maastrich                                     | 5.664                   | 0,03                                    | 0                                       | 0                                       |
| Votos en blanco                                                     | Votos en blanco                                                     |                         |                                         | n/a                                     | n/a                                     |
| Votos válidos                                                       | Votos válidos                                                       | &&&&&&&&&&&&&&00.&&&&-0 | 100,00                                  | 64                                      | n/a                                     |
| Votos nulos                                                         | Votos nulos                                                         | &&&&&&&&&&&&&&00.&&&&-0 | Participación: \| \| 63,05 % \| (3,5 %) | Participación: \| \| 63,05 % \| (3,5 %) | Participación: \| \| 63,05 % \| (3,5 %) |
| Votantes                                                            | Votantes                                                            | 20 808 681              | Participación: \| \| 63,05 % \| (3,5 %) | Participación: \| \| 63,05 % \| (3,5 %) | Participación: \| \| 63,05 % \| (3,5 %) |
| Electores                                                           | Electores                                                           | 33 840 432              | Participación: \| \| 63,05 % \| (3,5 %) | Participación: \| \| 63,05 % \| (3,5 %) | Participación: \| \| 63,05 % \| (3,5 %) |
|                                                                     | 63,05 %                                                             |                         |                                         |                                         |                                         |

a Incluye Unión del Pueblo Navarro (UPN).

b De ellos, 1 de UPN.

c Incluye al Partido Democrático de la Nueva Izquierda (PDNI) y al Partido de los Socialistas de Cataluña (PSC).

d De ellos, 3 del PSC, 2 del PDNI y 1 independiente (desde 2003 de LV).

e Incluye a Esquerra Unida i Alternativa.

f De ellos, 3 del PCE y 1 del PASOC.

g Incluye Bloc Nacionalista Valencià (BLOC) y Partit Socialista de Mallorca-Entesa Nacionalista (PSM-EN).

h De ellos, 2 de CDC y 1 de UDC; desde abril de 2004, 1 de CDC, 1 de UDC y 1 del BLOC.

i De ellos, 1 de CC (cedido en marzo de 2003 a UV) y 1 del PA (cedido en julio de 2003 al PAR). 

j De ellos 1 del PNV y 1 de EA (cedido a ERC en junio de 2001).

k Coalición del PRIM, URAL, UCB, PGC, PRCM y UPB.

l Disgregación de los miembros de la coalición entre Coalición Europea y Coalición Nacionalista - Europa de los Pueblos.

### Eurodiputados electos
A continuación se listan los diputados proclamados electos:
| N.º | Nombre                                       | Lista | Lista   |
| --- | -------------------------------------------- | ----- | ------- |
| 1   | Loyola Palacio Valle-Lersundi                |       | PP      |
| 2   | Rosa María Díez González                     |       | PSOE    |
| 3   | José María Gil-Robles Gil-Delgado            |       | PP      |
| 4   | José María Obiols i Germa (Raimon)           |       | PSOE    |
| 5   | José Gerardo Galeote Quecedo                 |       | PP      |
| 6   | Francisca Sauquillo Pérez del Arco           |       | PSOE    |
| 7   | Alejo Vidal-Quadras Roca                     |       | PP      |
| 8   | Enrique Barón Crespo                         |       | PSOE    |
| 9   | María del Carmen Fraga Estévez               |       | PP      |
| 10  | María del Carmen Cerdeira Morterero          |       | PSOE    |
| 11  | Mónica María Ridruejo Ostrowska              |       | PP      |
| 12  | Carlos Westendorp y Cabeza                   |       | PSOE    |
| 13  | Alonso José Puerta Gutiérrez                 |       | IU-EUiA |
| 14  | Theresa María Zabell Lucas                   |       | PP      |
| 15  | Manuel Medina Ortega                         |       | PSOE    |
| 16  | José Manuel García-Margallo Marfil           |       | PP      |
| 17  | Pere Esteve i Abad                           |       | CiU     |
| 18  | José María Mendiluce Pereiro                 |       | PSOE    |
| 19  | José Javier Pomes Ruiz                       |       | PP      |
| 20  | Ana Isabel Palacio del Valle-del Lersundi    |       | PP      |
| 21  | Bárbara Dührkop Dührkop                      |       | PSOE    |
| 22  | Alejandro Agag Longo                         |       | PP      |
| 23  | Pedro Aparicio Sánchez                       |       | PSOE    |
| 24  | Encarnación Redondo Jiménez                  |       | PP      |
| 25  | Luis Francisco Berenguer Fuster              |       | PSOE    |
| 26  | Salvador Jové Peres                          |       | IU-EUiA |
| 27  | Isidoro Sánchez García                       |       | CE      |
| 28  | Juan Ojeda Sanz                              |       | PP      |
| 29  | Juan de Dios Izquierdo Collado               |       | PSOE    |
| 30  | Josu Ortuondo Larrea                         |       | CN-EP   |
| 31  | Laura de la Paz Mercedes González Álvarez    |       | IU-EUiA |
| 32  | Fernando Manuel Fernández Martín             |       | PP      |
| 33  | María Elena Valenciano Martínez-Orozco       |       | PSOE    |
| 34  | Jaime Valdivielso de-Cue                     |       | PP      |
| 35  | Carlos Carnero González                      |       | PSOE    |
| 36  | Juan Manuel Fabra Valles                     |       | PP      |
| 37  | María Izquierdo Rojo                         |       | PSOE    |
| 38  | María del Pilar Ayuso González               |       | PP      |
| 39  | Concepciò Ferrer i Casals                    |       | CiU     |
| 40  | Alejandro Cercas Alonso                      |       | PSOE    |
| 41  | Íñigo Méndez de Vigo Montojo                 |       | PP      |
| 42  | José Ignacio Salafranca Sánchez-Neyra        |       | PP      |
| 43  | Joan Colom i Naval                           |       | PSOE    |
| 44  | Manuel Pérez Álvarez                         |       | PP      |
| 45  | María Rodríguez Ramos                        |       | PSOE    |
| 46  | Pedro Marset Campos                          |       | IU-EUiA |
| 47  | Cristina García-Orcoyen Tormo                |       | PP      |
| 48  | Miguel Ángel Martínez Martínez               |       | PSOE    |
| 49  | Daniel Luis Varela Suanzes-Carpegna          |       | PP      |
| 50  | María Sornosa Martínez                       |       | PSOE    |
| 51  | María Antonia Avilés Perea                   |       | PP      |
| 52  | Fernando Pérez Royo                          |       | PSOE    |
| 53  | Salvador Garriga Polledo                     |       | PP      |
| 54  | Camilo Nogueira Román                        |       | BNG     |
| 55  | Ana Terrón Cusi                              |       | PSOE    |
| 56  | Carlos Bautista Ojeda                        |       | CE      |
| 57  | Carlos Bartolomé Ripoll i Martínez de Bedoya |       | PP      |
| 58  | Emilio Menéndez del Valle                    |       | PSOE    |
| 59  | Jorge Salvador Hernández Mollar              |       | PP      |
| 60  | Carles Alfred Gasòliba i Böhm                |       | CiU     |
| 61  | Rosa María Miguélez Ramos                    |       | PSOE    |
| 62  | Cristina Gutiérrez-Cortines Corral           |       | PP      |
| 63  | Gorka Knörr Borras                           |       | CN-EP   |
| 64  | Koldo Gorostiaga Atxalandabaso               |       | EH      |